# Драгутин Чолић
Драгутин Чолић (Пожега, 26. јануар 1907 — Београд, 1987) српски је композитор, публициста и педагог. На музичку сцену ступио је тридестих година 20. века, као композитор „Прашке групе“, ученик Алојза Хабе и следбеник његовог радикалног модернизма.
Као предавач, радио је готово четири деценије на Музичкој академији. Као публициста и критичар сарађивао је са музичким часописима и дневним листовима. У међуратном периоду постао је члан Комунистичке партије и учествује у оснивању и раду листа Комунист. Од 1945 до 1946. године је радио као хоровођа у Куд Абрашевић. Од 1949. био је члан стручног савета ансамбла „Коло“ Учествовао је у раду Удружења композитора Србије од његовог оснивања, уредио је и издао први каталог чланова удружења.

## Биографија
Рођен је 1907. године у Пожеги код Ужица. Основна музичка знања стекао је у Музичкој школи у Београду. После тога био је на школовању у Прагу (1929.—1932.), у класи Јарослава Крижичке, Карла Болеслава Јирака и Алјоза Хабе, на Државном конзерваторијуму, као и у класи Јозефа Сука у Мајсторској школи. Током студија сматран је за најприврженијег следбеника аустријског композитора Арнолда Шенберга. По повратку са студија у Београд посветио се музичкој критици и почео да предаје теоријске предмете у Музичкој школи „Станковић“. Од 1937. године радио је у Средњој музичкој школи Музичке академије. Од 1940. до 1977. био је професор Музичке академије.
Сарађивао је са часописима: Музички гласник (1932), Звук (1932—1933), Правда (1933—1935), Српски књижевни гласник (1937), Славенска музика (1939—1940), Живот и рад (1938), Време (1939), а после Другог светског рата и са дневним листом Борба.

## Дела
- Теме са варијацијама за клавир (1930)
- Први гудачки квартет (1932)
- Три народне песме за мешовити хор (1939)
- Десет партизанских песама за мешовити хор (1944)
- Патролџије (1948) кантанте
- Десет санџачких народних песама за глас и оркестар (1949)
- Круг нежности циклус од пет песама за бас и оркестар, настала као инспирација поезија Стевана Раичковића (1964)[6]
- Камена успаванка циклус за мецосопран и клавир настао као инспирација поезија Стевана Раичковића (1965)
- Трећи гудачки квартет (1973)
- Дувачки квинтет (1977)

#### Симфонијске поеме
- Ускршња звона (1947)
- Николетина Бурсаћ (1959)
- Simfonia In Sol (1968)
- Симфонија за гудаче и удараљке (1978)
- Прелудијум, Фуга, Постлудијум триптих додекафонски циклус[3] (1961)

#### Концерти
- Кончертино за четвртстепени клавир и гудачки сектет (1932)
- Концерт за виолончело и оркестар (1981)

#### Музика за филм
- Пионир и девојка кратки филм (1949)[7]
- Њена лутка црвенкапа документарни филм(1951)[7]
- Циганка (1953) филм[7]
- Земља устанка документарни филм(1954)[7]

#### Музика за позориште
- У цара Тројана козје уши (1957)
- Други гудачки квартет (1959)